# Liberi (Italia)
Liberi (Libér in campano; originariamente denominato Villa Schiavi) è un comune italiano di 1 032 abitanti della provincia di Caserta in Campania.
È sito ai piedi del Monte Melito, una delle punte della catena dei Monti Trebulani. 

## Storia
Liberi è l'antica Villa Sclavia, poi Villa Schiavi, borgo alle dipendenze dell'Abbazia benedettina di San Salvatore Telesino. Tale denominazione deriverebbe dagli Sclavi o Schiavoni, popolazione immigrata dalla Dalmazia e stanziatasi in loco nella qualità di coloni del monastero benedettino.
Nel 1097 vi dimorò sant'Anselmo d'Aosta, mentre nel 1737 fu la volta di sant'Alfonso Maria de' Liguori che vi scrisse "Le glorie di Maria".
Nel 1487 il feudo di Villa Schiavi fu proclamato di proprietà regia per poi diventare possedimento dei Carafa, signori di Formicola.
Nel 1862 il comune mutò nome in "Liberi".
Il 16 ottobre 1943, nel contesto della Campagna d'Italia durante la seconda guerra mondiale, vi fu una dura battaglia tra americani della III Divisione e tedeschi del 29º e 115º Panzergrenadier Regiment per la conquista di Villa Liberi. Gli americani entrarono nell'abitato del paese all'alba del 17 ottobre, non trovando resistenza poiché i tedeschi erano ripiegati verso Dragoni. Prima della ritirata, i tedeschi ferirono gravemente un contadino che aveva dato ospitalità a due americani feriti, fecero saltare in aria una casa uccidendo due bambini napoletani e, secondo l'Atlante delle Stragi naziste e fasciste, uccisero una donna in circostanze non chiarite.

## Società

### Evoluzione demografica
Abitanti censiti

## Infrastrutture e trasporti
Il comune è attraversato dalla strada provinciale 35, che attraversa Castel di Sasso e conduce fino alla stazione ferroviaria di Pontelatone sulla ferrovia Alifana, e dalla strada provinciale 107 Formicola - Dragoni (anche quest'ultimo comune è servito dalla stazione omonima sulla ferrovia Alifana).

## Amministrazione
Il comune appartiene alla Comunità montana Monte Maggiore.